# Odorrana livida
Odorrana livida е вид земноводно от семейство Водни жаби (Ranidae).

## Разпространение
Видът е разпространен в Мианмар.